# Pont-à-Vendin
Pont-à-Vendin és un municipi francès situat al departament del Pas de Calais i a la regió dels Alts de França. L'any 2007 tenia 3.132 habitants.

## Demografia

### Població
El 2007 la població de fet de Pont-à-Vendin era de 3.132 persones. Hi havia 1.120 famílies de les quals 292 eren unipersonals (96 homes vivint sols i 196 dones vivint soles), 260 parelles sense fills, 472 parelles amb fills i 96 famílies monoparentals amb fills.
La població ha evolucionat segons el següent gràfic:
Habitants censats

### Habitatges
El 2007 hi havia 1.208 habitatges, 1.145 eren l'habitatge principal de la família, 3 eren segones residències i 60 estaven desocupats. 1.018 eren cases i 187 eren apartaments. Dels 1.145 habitatges principals, 711 estaven ocupats pels seus propietaris, 396 estaven llogats i ocupats pels llogaters i 38 estaven cedits a títol gratuït; 13 tenien una cambra, 52 en tenien dues, 151 en tenien tres, 366 en tenien quatre i 563 en tenien cinc o més. 671 habitatges disposaven pel capbaix d'una plaça de pàrquing. A 553 habitatges hi havia un automòbil i a 351 n'hi havia dos o més.

### Piràmide de població
La piràmide de població per edats i sexe el 2009 era:
| Homes | Edats   | Dones |
| ----- | ------- | ----- |
| 0     | 95 o +  | 4     |
| 0     | 90 a 94 | 8     |
| 4     | 85 a 89 | 20    |
| 8     | 80 a 84 | 24    |
| 8     | 75 a 79 | 64    |
| 48    | 70 a 74 | 92    |
| 52    | 65 a 69 | 68    |
| 56    | 60 a 64 | 48    |
| 40    | 55 a 59 | 48    |
| 68    | 50 a 54 | 76    |
| 108   | 45 a 49 | 76    |
| 96    | 40 a 44 | 104   |
| 132   | 35 a 39 | 96    |
| 132   | 30 a 34 | 128   |
| 116   | 25 a 29 | 148   |
| 96    | 20 a 24 | 88    |
| 140   | 15 a 19 | 100   |
| 128   | 10 a 14 | 128   |
| 100   | 5 a 9   | 108   |
| 124   | 0 a 4   | 68    |

## Economia
El 2007 la població en edat de treballar era de 2.040 persones, 1.360 eren actives i 680 eren inactives. De les 1.360 persones actives 1.141 estaven ocupades (679 homes i 462 dones) i 219 estaven aturades (105 homes i 114 dones). De les 680 persones inactives 150 estaven jubilades, 224 estaven estudiant i 306 estaven classificades com a «altres inactius».

### Ingressos
El 2009 a Pont-à-Vendin hi havia 1.123 unitats fiscals que integraven 3.064,5 persones, la mediana anual d'ingressos fiscals per persona era de 13.989 €.

### Activitats econòmiques
Dels 91 establiments que hi havia el 2007, 3 eren d'empreses alimentàries, 1 d'una empresa de fabricació de material elèctric, 11 d'empreses de fabricació d'altres productes industrials, 13 d'empreses de construcció, 10 d'empreses de comerç i reparació d'automòbils, 9 d'empreses de transport, 7 d'empreses d'hostatgeria i restauració, 1 d'una empresa d'informació i comunicació, 1 d'una empresa financera, 5 d'empreses immobiliàries, 6 d'empreses de serveis, 15 d'entitats de l'administració pública i 9 d'empreses classificades com a «altres activitats de serveis».
Dels 28 establiments de servei als particulars que hi havia el 2009, 1 era una oficina d'administració d'Hisenda pública, 1 oficina de correu, 2 funeràries, 2 tallers de reparació d'automòbils i de material agrícola, 1 autoescola, 1 paleta, 2 lampisteries, 4 electricistes, 4 empreses de construcció, 5 perruqueries, 3 restaurants, 1 agència immobiliària i 1 saló de bellesa.
Dels 7 establiments comercials que hi havia el 2009, 2 eren botiges de menys de 120 m², 3 fleques, 1 una peixateria i 1 una joieria.

## Equipaments sanitaris i escolars
L'únic equipament sanitari que hi havia el 2009 era una farmàcia.
El 2009 hi havia 1 escola maternal i 1 escola elemental.

## Poblacions més properes
El següent diagrama mostra les poblacions més properes.